# Olga Malofeeva
Olga Malofeeva est une karatéka russe née le 2 mai 1990. Elle a remporté une médaille de bronze en kumite moins de 61 kg aux Jeux mondiaux de 2013 à Cali.